# Lago Derg (Shannon)
El lago Derg o lough Derg (en irlandés: Loch Deirgeirt, "lago del ojo rojo") es el tercer lago por tamaño de la isla de Irlanda, después del lago Neagh y lago Corrib, y el segundo en tamaño de la República de Irlanda. Es un lago largo, relativamente estrecho, con costas en los condados de Clare (Suroeste), Galway (Noroeste) y Tipperary Norte (al Este). El lago es el último de los tres del río Shannon, con los otros dos, lago Ree y lago Allen, que quedan más al Norte. Entre las ciudades o pueblos sobre el Lough Derg figuran Garrykennedy, Portumna, Killaloe y Ballina, Dromineer, Terryglass y Mountshannon.
En su mayor profundidad, el lago es de 36 metros y abarca una superficie de 118 km². El lago es un lugar popular para el ocio (botes, vela y pesca). En el punto donde el lago Derg desagua en el Shannon, sus laderas caen bruscamente colina abajo, una razón principal para la ubicación de lo que en su época fue la mayor central hidroeléctrica del mundo, en Ardnacrusha, en 1927.
En el siglo XIX, Lough Derg fue una arteria importante desde el puerto de Limerick a Dublín a través de los canales en las tierras medias de Irlanda. Navegable a lo largo de sus 40 kilómetros de longitud, el Lough Derg es hoy popular con los cruceros y otro tráfico de ocio. La Universidad de Limerick tiene un centro de actividades junto al lago, justo en las afueras de Killaloe. Se usa para canoa, kayaks, windsurfing y yates, entre otros propósitos.

## Ciudades y pueblos junto al lago
- Ballina, junto al extremo sur, con Killaloe.
- Dromineer
- Garrykennedy
- Kilgarvan, junto a la orilla oriental hacia el norte.
- Killaloe, junto al extremo sur, con Ballina.
- Mountshannon, junto al norte de la orilla central oeste.
- Portumna, junto al extremo norte.
- Scarriff (ubicación de la oficina regional Waterways Ireland[2]), cerca del sur oeste, junto a la pequeña demarcación también denominada Tulla.
- Terryglass
- Whitegate
- Portroe